# Маниголт, Омароса
Омаро́са Оне́ Ма́ниголт (англ. Omarosa Onée Manigault) — американская звезда реалити-шоу, политик.

## Карьера
Участвовала в первом сезоне реалити-шоу Дональда Трампа «Подмастерье»., его продолжении — «Звёздный кандидат» — и ряде других ТВ-шоу. В 2013 году журнал «TV Guide» включил её в список 60 самых страшных телезлодеев всех времен.
В 23-летнем возрасте работала в офисе вице-президента Эла Гора. Открыто поддерживала Дональда Трампа во время его президентской кампании. После его избрания стала членом команды Трампа. В январе 2017 года Омароса получила должность помощника президента и директора по коммуникациям в Управлении по связям с общественностью.
В декабре 2017 года ушла в отставку. Сообщалось, что такое решение она приняла в связи с разногласиями с руководителем аппарата сотрудников Белого дома Джоном Келли.
В 2018 году издала книгу Unhinged, в которой критикует Трампа и его администрацию. В книге говорится, что аппарат администрации президента Трампа предлагал Омаросе Маниголт-Ньюман контракт за молчание с выплатой 15 тыс. долларов США в месяц после её увольнения.

## Личная жизнь
Омароса родилась в семье Джека Томаса Маниголта-старшего (убит в 1981 году) и Терезы Мари Маниголт (в девичестве Уокер). Её старшая сестра, Глэдис Луиз Мариголт, умерла в феврале 2016 года, а старший брат Джек Томас Маниголт-младший был убит в 2011 году, повторив судьбу своего отца-полного тёзки.
В 2000—2005 годы Омароса была замужем за Аароном Столлуортом.
13 августа 2010 года Омароса подтвердила, что встречается с известным актёром, Оскаровским номинантом, Майклом Кларком Данканом. В июле 2012 года Маниголт обнаружила Данкана без сознания после того, как он перенёс остановку сердца и Маниголт смогла реанимировать его с помощью СЛР. Данкан так и не смог полностью оправиться от инфаркта и скончался 3 сентября 2012 года после двух месяцев в госпитале.
С 8 апреля 2016 года Омароса замужем во второй раз за Джоном Ньюманом.